# Chris Brands
Chris Brands (Amsterdam, 7 oktober 1969) is een Nederlandse triatleet. Hij werd driemaal Nederlands kampioen triatlon op de lange afstand. Ook vertegenwoordigde hij Nederland bij diverse grote internationale triatlonwedstrijden.
Hij studeerde af aan de sportacademie met als specialisatie topsport. Brands sterkste onderdeel is het fietsen. Veelvuldig weet hij na het zwemmen zichzelf in de top van het veld te rijden. Naast het doen van wedstrijden geeft Brands lezingen, schrijft artikelen en begeleidt hij diverse andere triatleten. 
In 2004 werd hij in Stein Nederlands kampioen triatlon op de lange afstand. Hierna won hij deze titel nogmaals in 2007 en 2008. In 2000 debuteerde hij op de Ironman Hawaï in een tijd van 10:01.55. Daarna nam hij in 2009 nogmaals deel aan de Ironman Hawaï. Door een probleem met zijn zadel en een opspelende knie bij het lopen finishte hij in 9:35.15.

## Titels
- Nederlands kampioen triatlon op de lange afstand: 2004, 2007, 2008

## Persoonlijke records
Zwemmen
| Afstand           | 25 m bad | 50 m bad |
| ----------------- | -------- | -------- |
| 50 m vrije slag   | 28,1     | 28,6     |
| 100 m vrije slag  | 1.00,04  | 1.04,09  |
| 200 m vrije slag  | 2.10,37  | 2.20,94  |
| 400 m vrije slag  | 4.41,65  | 4.46,7   |
| 1500 m vrije slag | 18.06,90 | 19.01,15 |
| 50 m vlinderslag  | 30,8     | 31,2     |
| 200 m vlinderslag | 2.41,33  |          |
| 100 m schoolslag  | 1.20,47  |          |

Fietsen
| Afstand | Tijd     |
| ------- | -------- |
| 5 km    | 6.03,32  |
| 10 km   | 12.37,12 |
| 20 km   | 26.29,02 |
| 40 km   | 51.01,90 |
| 80 km   | 1.52,33  |
| 120 km  | 3.03,34  |
| 180 km  | 4.28,25  |

Atletiek
| Afstand        | Tijd    |
| -------------- | ------- |
| 10 km          | 31.20   |
| 15 km          | 49.24   |
| 10 Eng. mijl   | 52.06   |
| Halve marathon | 1:09.30 |
| Marathon       | 2:38.27 |

## Belangrijkste prestaties

### Triatlon
- 1999: 25e Ironman Florida - 9:33.28
- 2000:  WK age-group in Nice
- 2004:  Triatlon van Almere - 8:27.12
- 2004:  NK lange afstand in Stein- 5:47.09
- 2004: 35e Ironman Australia - 9:15.04
- 2005:  NK lange afstand in Almere (3e overall) - 8:28.04
- 2005: 11e EK lange afstand in Säter - 6:11.14
- 2006:  NK lange afstand in Stein - 5:50.42
- 2006: 22e WK Lange Afstand in Canberra - 6:27.12
- 2006: 12e Ironman Lanzarote - 9:31.37
- 2006: 8e Ironman Canada - 9:05.42
- 2007:  NK lange afstand in Almere (3e overall) - 8:24.51
- 2008:  NK lange afstand in Stein - 5:58.24
- 2008: DNF Ironman China
- 2009: 111e Ironman Hawaï - 9:35.15

### Tijdrijden
- 2005  SKITS Monstertijdrit - 3:07:46
- 2006  SKITS Monstertijdrit - 2:57:40
- 2007  SKITS Monstertijdrit - 3:04:23